# سریع‌تر از نور

دیاگرام فضازمان نشان می‌دهد که حرکت سریع‌تر از نور به معنی سفر در زمان در نسبیت خاص است.

ارتباطات و سفرهای سریع‌تر از نور (به انگلیسی: Faster-than-light also superluminal, FTL or supercausal)، گمانی است بر پخش اطلاعات یا سفر مواد با سرعتی بیشتر از سرعت نور.
نظریهٔ نسبیت خاص اشاره می‌کند که فقط ذره‌ای با جرم سکون صفر می‌تواند به سرعت نور برسد. تاکیون‌ها ذره‌هایی هستند که به صورت تئوری مطرح شده‌اند و سرعت آن‌ها از سرعت نور هم فراتر می‌رود ولی وجود آن‌ها رابطهٔ علت و معلول را برهم می‌زند، و اتفاق نظر فیزیکدانان بر آن است که این ذرات وجود ندارند. از سوی دیگر، آنچه برخی از فیزیکدانان از آن به عنوان FTL «آشکار» یا «مؤثر» یاد می‌کنند برپایهٔ این فرض است که با ایجاد آشفتگی در بخش‌هایی از فضازمان ممکن است بتوان به ماده اجازه داد که به مسافت‌های دور در زمانی کمتر از نور در فضازمان بدون آشفتگی، برسد.
بر پایهٔ نظریات کنونی ماده باید در سرعتی پائین‌تر از سرعت نور نسبت به ناحیهٔ آشفته‌شدهٔ فضازمان حرکت کند. FTL آشکار در نظریهٔ نسبیت عام مستثنی نشده‌است، با این حال هر گونه FTL آشکار که از نظر منطقی باورکردنی باشد در حال حاضر تنها به صورت نظری مطرح است. نمونه‌هایی از FTL آشکار عبارتند از: رانش آلکوبیر، لولهٔ کراسنیکوف، کرم‌چاله‌ها و تونل‌زنی کوانتومی.
در کیهان‌شناسی یک پرسش رایج که معمولاً پرسیده می‌شود این است که آیا کهکشان‌های خیلی دور، سریع‌تر از نور نسبت به ما دور مي شوند؟ به عبارت دیگر، اگر سرعت، متناسب با فاصله است، در این صورت چنانچه یک کهکشان از ما به اندازهٔ کافی دور باشد، آیا نمی‌توانیم سرعت آن را تا آنجا که دوست داریم، بر خلاف نظریهٔ نسبیت، زیاد کنیم؟
برای درک بهتر آن چه گفته شد، تعدادی مورچه را بر روی سطح یک بادکنک تصور کنید. فرض کنید یک مورچه حداکثر بتواند با سرعت یک سانتی‌متر بر ثانیه حرکت کند. در این صورت، چنانچه دو مورچه در جهت خلاف یکدیگر از کنار هم بگذرند، بیشینهٔ سرعت نسبی آن‌ها دو سانتی‌متر بر ثانیه خواهد بود. حال بادکنک را باد کنید. بادکنک زیر پای مورچه‌ها منبسط می‌شود، و علی‌رغم این که، بیشینهٔ سرعت پرسه‌زنی مورچه‌ها هنوز یک سانتی‌متر بر ثانیه است، در صورتی که بادکنک با سرعت کافی باد شود، دو مورچهٔ دور از هم را می‌بینید که به راحتی با سرعتی بیش از دو سانتی‌متر بر ثانیه در حال دور شدن از یکدیگرند. در این صورت، آن‌ها هرگز نمی‌توانند به یکدیگر برسند و دیگری را از وضعیت خود خبر دهند؛ چرا که حتی در صورت حرکت با بیشینهٔ سرعت، بادکنک آن‌ها را سریع‌تر از آن که بتوانند به هم برسند، از یکدیگر دور می‌کند. دو مورچهٔ نزدیک هم، در صورت عبور از کنار یکدیگر، هرگز سرعت نسبی بیش از دو سانتی‌متر بر ثانیه نخواهند داشت، حتی اگر بادکنک در حال انبساط باشد.
انبساط جهان نیز درست شبیه به بادکنک است، و کهکشان‌ها نیز با انبساط جهان در حال پیشروی‌اند.

ولی قانون طبیعت این نظریه را بر هم می‌زند زیرا اگرچه کهکشان‌ها با سرعت زیادی از هم دور می‌شوند ولی نمی‌توانند از سرعت نور فراتر روند.
برای مثال این‌گونه فرض کنیم که ما یک فضاپیما ساختیم که با سرعتی نزدیک سرعت نور حرکت می‌کند. در این صورت اگر فردی که داخل آن به سمت مخالف رانش فضاپیما حرکت کند، به راحتی سرعت نور را می شکند؟ 
پاسخ: 
خیر، قانون طبیعت از این روند جلوگیری می‌کند. یعنی شما نخواهید توانست در سمت مخالف رانش فضاپیما حرکت کنید. 

در این صورت شما و هیچ شیء در این جهان سه بعدی، قادر به شکست سرعت نور نخواهد بود.